# Imposex
 (avril 2009).
Si vous disposez d'ouvrages ou d'articles de référence ou si vous connaissez des sites web de qualité traitant du thème abordé ici, merci de compléter l'article en donnant les références utiles à sa vérifiabilité et en les liant à la section « Notes et références ».

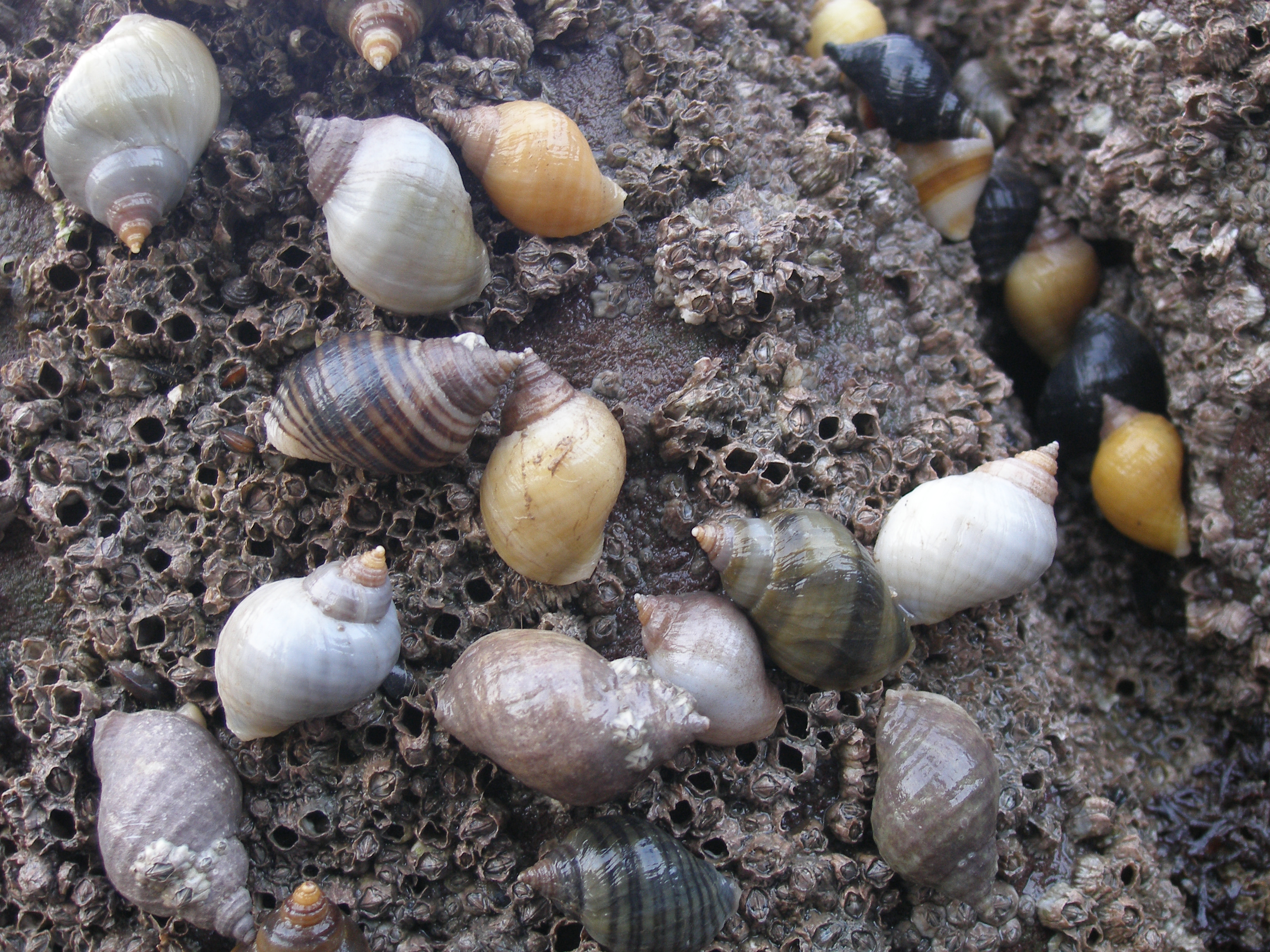
Parmi les plus de 70 espèces repérées vulnérables à l'imposex, Nucella lapillus fait partie de celles qui ont été les premières à être repérées touchées par la masculinisation des femelles.
Cette espèce est un des bioindicateurs retenus pour le suivi de la pollution de l'environnement marin par le TBT.

L'imposex se produit quand — généralement à la suite de l'exposition à un perturbateur endocrinien — des caractéristiques mâles, comme le développement d'organes génitaux mâles (pénis et canal déférent par exemple), se développent chez un gastéropode femelle normal. 
Les gastéropodes marins semblent particulièrement sensibles à ce phénomène, déjà détecté chez 72 espèces différentes, dont des espèces à grande valeur commerciale comme un bulot comestible, le buccin commun. 
Des doses infimes de perturbateur (1 nanogramme par litre) peuvent induire l'imposex, et des doses très faibles (2,4 ng/L) peuvent conduire à la stérilité totale des femelles.
L'imposex peut conduire à l'impossibilité totale de ponte pour la femelle, et donc à l'extinction des populations victimes de ce phénomène. 

## Causes
Un des inducteurs connus de l'imposex est le tributylétain (TBT). Cet agent biocide organométallique a été massivement utilisé des années 1960 à 2000 dans les antifouling utilisés sur les bateaux. 
Le TBT libéré dans l'eau par les antifoulings affecte un grand nombre de gastéropodes marins, dont la femelle de la pourpre Nucella lapillus. 

La croissance du pénis sur les femelles contaminées bloque les oviductes, tandis que l'ovulation continue. 
Une pourpre femelle imposexée passe par différents stades, jusqu'au moment où, incapable de contenir sa production constante d'ovules, elle meurt, sans avoir pu se reproduire.
Ces stades sont utilisés, à la fois sur Nucella lapillus et sur d'autres mollusques (par exemple Nucella lima), comme bioindicateur des niveaux de TBT. 

On utilise alors la taille relative du pénis (RPSI - Relative Penis Size Index) des femelles ainsi que les séquences de formation du canal déférent (VDSI - Vas Deferens Sequence Index).

## Étendue du problème
Des épidémies d'imposex ont été découvertes sur toute la planète. Les premiers cas ont d'abord été - sans surprise - découverts dans les régions côtières industrielles de l'hémisphère nord (Royaume-Uni, France), et d'abord et surtout dans ou à proximité des ports et des grandes voies commerciales de trafic maritime. Mais plus récemment, on a découvert des espèces touchées dans l'hémisphère sud (dans 14 sites échantillonnés sur 20 sites par le Département des Pêches d'Australie du Sud (Adelaide) et le Département de Zoologie de l'Université d'Adélaïde, lors d'une étude en Australie). 
À cette occasion, on a démontré in vitro, que certains produits qui ont remplacé le TBT dans les antifoulings ou des molécules de la matrice de ces peintures pouvaient aussi induire un imposex. Les sels de cuivre en particulier, fortement utilisés dans les nouvelles peinture antisalissure le peuvent.

Quelques espèces semblent moins sensibles au TBT, et une espèce au moins semble insensible aux doses auxquelles elle est actuellement exposée, il s'agit de Morula granulata à Taiwan. Reste à vérifier s'il s'agit d'une adaptation génétique ou s'il s'agit d'une adaptation symbiotique, ou du fait de l'ingestion d'une molécule féminisante « antidote » (ce qui parait peu probable, puisque dans ces mêmes eaux taïwanaises, Thais clavigera est sensible à l'imposex (et pour cela proposé comme espèces bioindicatrice).